# Concattedrale di Fossombrone
La chiesa dei Santi Aldebrando, Agostino e Maurenzio è il principale luogo di culto cattolico di Fossombrone e concattedrale della diocesi di Fano-Fossombrone-Cagli-Pergola. L'edificio si trova in piazza Mazzini, all'estremità occidentale di corso Garibaldi.

## Storia
La chiesa risale all'antica abbazia benedettina di San Maurenzio. Sul finire del XIV secolo, vi fu spostata la sede vescovile, trasferita dall'area della Cittadella. Tra XVI e XVII secolo fu ampliata e decorata, con l'aggiunta di diverse cappelle, tra cui quella del Santissimo Sacramento. Fu rifatta quasi totalmente tra il 1776 e l'84, in stile neoclassico, secondo il progetto dell'imolese Cosimo Morelli, che ne mutò l'orientamento, adottando l'odierno asse nord-sud rispetto al precedente ovest-est. Il rifacimento non coinvolse invece il campanile del quattrocento.

## Descrizione
Esterno
È caratterizzato da una facciata a salienti, in mattoni a vista, definita al centro da due coppie (una per lato) di paraste binate, poggianti su di un alto basamento e coronate da capitelli ionici in pietra, su cui poggia una trabeazione ed un frontone. Al centro del timpano si trova un oculo. Anche le porzioni laterali della facciata principale, corrispondenti alle navate minori, sono delimitate sulla sommità da cornici spioventi, mentre i lati sono delimitati da paraste singole di ordine dorico. Vi sono due finestre (una per lato) ad arco ribassato e con cornici lapidee sopra ai portali laterali; invece in asse col portale centrale vi è una finestra ad arco ribassato tamponata, la cui cornice superiore interrompe parte della trabeazione soprastante.
Interno
È ampio e si sviluppa, con pianta a croce latina, su tre navate; in quella di destra vi è il battistero con statua lignea del Cristo Risorto del XVII secolo. Nella stessa navata vi sono due tele, una Madonna con Bambino ed i Santi Francesco e Giuseppe del Guerrieri ed una Madonna col Bambino e Sant'Anna che appaiono a Sant'Aldebrando di Claudio Ridolfi, in quest'ultima vi è una veduta della città. Nella navata di destra si trova l'affresco della Madonna della provvidenza di Guido Palmerucci risalente al XIV secolo, ed un Crocifisso del XVII secolo. Alla fine della navata si trova la Cappella della Madonna del Rosario, con altare in marmo pregiato ed una tela del Guerrieri, raffigurante la Madonna col Bambino e Sant'Anna, datata al 1627. Di pregio sono i cori in noce dietro l'altare maggiore e nel presbiterio. Sotto l'altare maggiore sono custodite le spoglie di sant'Aldebrando. L'abside è occupata da una tela del XVIII secolo, rappresentante la Santissima Trinità. L'organo risale alla fine del XVIII secolo e fu realizzato da Gaetano Callido. Mentre gli altari in marmi policromi sono stati realizzati dagli scalpellini di Sant'Ippolito, molto rinomati nella zona. 
La sagrestia dei canonici, già abside dell'antica chiesa, custodisce un'ancona scolpita in pietra arenaria delle cesane e policromato in azzurro ed oro, opera di Domenico Rosselli e costituita da un'elegante struttura architettonica a cinque nicchie con semicatino a conchiglia, in cui sono raffigurate, a bassorilievo, la Madonna col Bambino, i Santi Apostoli Pietro e Paolo, e i Santi Aldebrando e Biagio. Il dossale, commissionato dal vescovo Girolamo Santucci e firmato e datato 1480 nell'iscrizione a lettere capitali al centro del bordo inferiore, mostra il tipico stile dello scultore, grazioso e delicato.

### Meridiana
Caratteristica dell'edificio è la meridiana che si trova nel pavimento della navata di destra, opera di Sempronio Pace del 1780. La meridiana attraversa il pavimento della navata destra. Si tratta di un bellissimo calendario solare dove, ogni giorno a mezzodì, un raggio di sole indica in quale segno zodiacale ci si trova e l'altitudine del sole stesso sull'orizzonte. La linea sul pavimento termina alla base di una colonna, dove è posta questa scritta:  INDICA MIHI UBI PASCAS UBI CUBES IN MERIDIE • CANT. I V.6 LINEA MERIDIANA DALL'UNO ALL'ALTRO TROPICO MDCCLXXX In cui cadendo il raggio del sole indica essere alla metà del suo corso. La successiva altezza, e l'ora, che le corrisponde viene dimostrata dai numeri che lo stesso raggio trascorre. Il numero superiore d'uno ad uno nota i gradi, che il sole è lontano dal vertice. Quello sul metallo numera le parti centesime del perpendicol . Il numero romano coll'annesso di cinque in cinque mostra l'ora italiana e minuti del mezzo dì. Segni del zodiaco ascendenti bianchi discendenti gialli.